# Madách Imre tér
A Madách Imre tér a budapesti Erzsébetvárosban több mint száz éves. Névadója Madách Imre író.

## Története
1902-ben Dr. Morzsányi Károly, Erzsébetváros országgyűlési képviselője, a Fővárosi Közmunkák Tanácsának tagja vetette fel egy sugárút létesítését a célból, hogy az Erzsébetváros, a Király utca és a Dob utca közti területet „közegészségügyi, közlekedési és szépészeti szempontból” létrehozzák.
Az indítvány nyomán két terv készült a mérnöki hivatalban. Az egyik a Károly körúti városházával szemben kezdődő és a Damjanich utcáig vezető új útvonal létesítését, míg a másik a Dob utca kiszélesítését javasolta. Ám egyik sem valósult meg, miképp a későbbi tervek sem. Közbejött a „Nagy háború” kitörése.
1928-ban a Károly körút és a Király utca sarkán lévő Orczy-ingatlan részvényeit felvásárolta egy társaság és engedélyt kért egy ház  megépítésére. A Fővárosi Közmunkák Tanácsa ezért 1930-ban nyilvános tervpályázatot írt ki, amelyre 47 pályamű érkezett be. Az első díjat Árkay Aladár nyerte el. A Közmunkák Tanácsa azonban egyik tervet sem tartotta kivitelezhetőnek, ezért maga  készítette el benyújtott tervek alapján, majd Wälder Gyulát bízták meg az építési elkészítésével. Wälder megőrizte Árkaytól a diadalívszerű épületet a sugárút kiindulópontjaként.
Az építkezés 1937-ben kezdődött el.

## Jelenidő
A Károly körúti épületek a főváros védelme alatt állnak.
2018-ban a téren POKET Zsebkönyvautomatát állítottak fel.

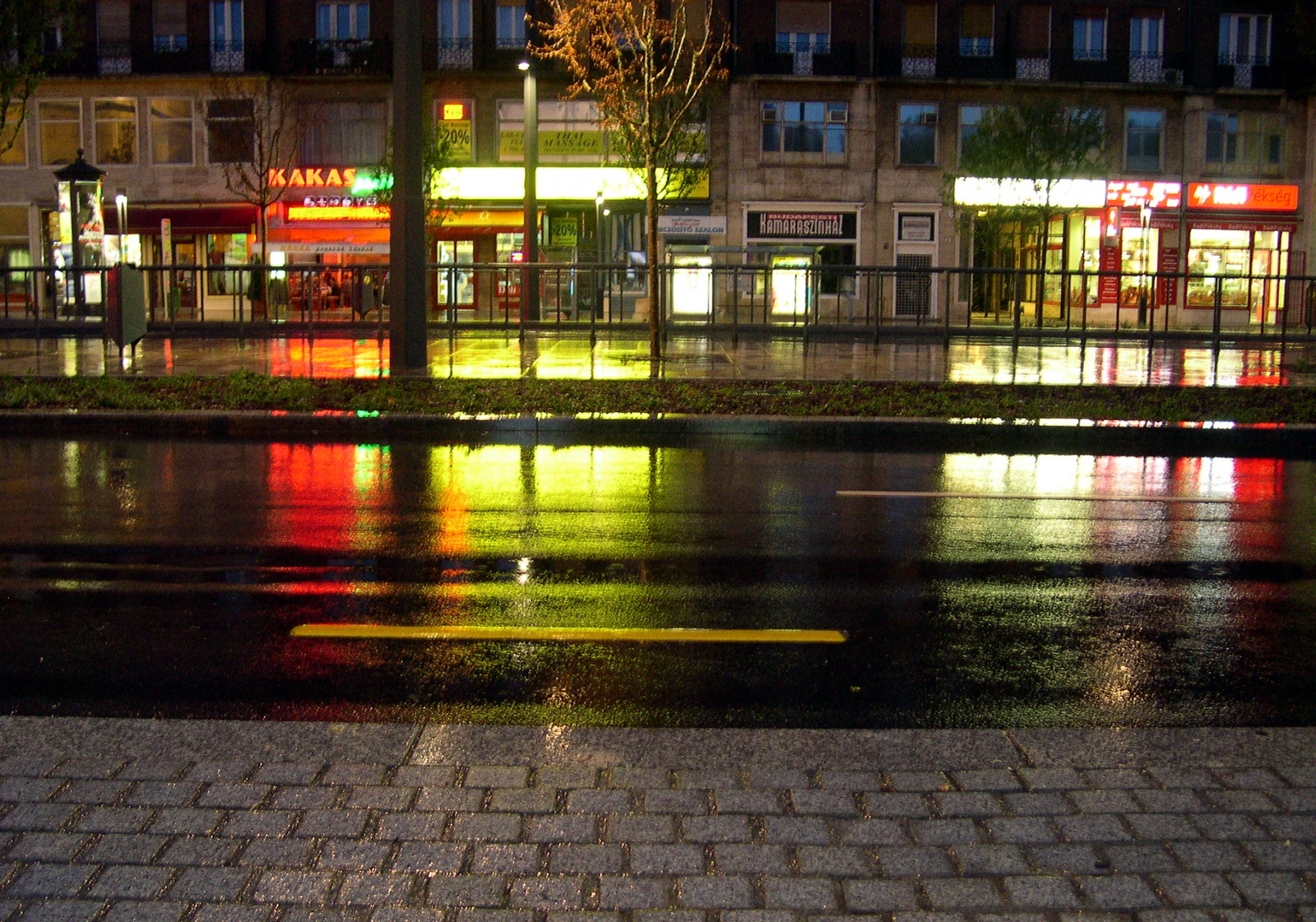